# سينارة إيداهو
سينارة إيداهو (الاسم العلمي: Cinara idahoensis) هي نوع من الحشرات يتبع جنس السينارة من الفصيلة المنية.